# Neudorf bei Parndorf
Neudorf (kroatisch Novo Selo; ungarisch Mosonújfalu, Újfalu, slowakisch Nová Ves) ist eine gemischt deutsch-kroatischsprachige Gemeinde mit 857 Einwohnern (Stand 1. Jänner 2025) im Burgenland im Bezirk Neusiedl am See  in Österreich.

## Geografie
Die Gemeinde Neudorf liegt 176 Meter über dem Meeresspiegel im Norden des Burgenlands nahe Parndorf.

### Nachbargemeinden
|          |                                             | Potzneusiedl |
| Parndorf | Kompassrose, die auf Nachbargemeinden zeigt |              |
|          |                                             | Gattendorf   |

## Geschichte

Neudorf um 1873 (Aufnahmeblatt der 3. Landesaufnahme)

Es existieren römerzeitliche Funde am Westrand des Ortes wie Steinplatten- und Steinkistengräber. 
In einer Urkunde vom 26. November 1074 wird der Ort als Nowendorf erwähnt. 1525 wird Neudorf als „ödes Dorf“ bezeichnet. In den 1570er Jahren wurde es von den Grundherren, den Freiherren von Harrach, mit kroatischen Siedlern neu bestiftet. 
1897 erfolgte der Anschluss an die Bahnlinie Parndorf–Preßburg.
Der Ort gehörte wie das gesamte Burgenland bis 1920/21 zu Ungarn (Deutsch-Westungarn). Seit 1898 musste aufgrund der Magyarisierungspolitik der Regierung in Budapest der ungarische Ortsname Mosonújfalu verwendet werden. Nach Ende des Ersten Weltkriegs wurde nach zähen Verhandlungen Deutsch-Westungarn in den Verträgen von St. Germain und Trianon 1919 Österreich zugesprochen. Der Ort gehört seit 1921 zum neu gegründeten Bundesland Burgenland (siehe auch Geschichte des Burgenlandes).
Die Gemeinde Neudorf wurde 1971 gemeinsam mit der zuvor ebenfalls selbständigen Gemeinde Potzneusiedl und der Gemeinde Gattendorf zur Großgemeinde Gattendorf-Neudorf zusammengelegt. Nachdem Neudorf durch die Zusammenlegung große Nachteile erwuchsen, wurde die vorherige Selbständigkeit angestrebt. Die Trennung der Gemeinden gelang, und mit 1. Jänner 1990 erlangte Neudorf wieder seine Eigenständigkeit. Der erste Bürgermeister nach der Trennung war Stefan Mikula, der bis zu seiner Pensionierung 2017 die Gemeinde führte.

### Bevölkerungsentwicklung
| Neudorf bei Parndorf: Einwohnerzahlen von 1869 bis 2025 | Neudorf bei Parndorf: Einwohnerzahlen von 1869 bis 2025 | Neudorf bei Parndorf: Einwohnerzahlen von 1869 bis 2025 | Neudorf bei Parndorf: Einwohnerzahlen von 1869 bis 2025 | Neudorf bei Parndorf: Einwohnerzahlen von 1869 bis 2025 |
| ------------------------------------------------------- | ------------------------------------------------------- | ------------------------------------------------------- | ------------------------------------------------------- | ------------------------------------------------------- |
| Jahr                                                    |                                                         |                                                         |                                                         | Einwohner                                               |
| 1869                                                    | 1869                                                    |                                                         | 1.092                                                   | 1.092                                                   |
| 1880                                                    | 1880                                                    |                                                         | 1.107                                                   | 1.107                                                   |
| 1890                                                    | 1890                                                    |                                                         | 1.024                                                   | 1.024                                                   |
| 1900                                                    | 1900                                                    |                                                         | 1.014                                                   | 1.014                                                   |
| 1910                                                    | 1910                                                    |                                                         | 1.040                                                   | 1.040                                                   |
| 1923                                                    | 1923                                                    |                                                         | 1.026                                                   | 1.026                                                   |
| 1934                                                    | 1934                                                    |                                                         | 1.083                                                   | 1.083                                                   |
| 1939                                                    | 1939                                                    |                                                         | 1.019                                                   | 1.019                                                   |
| 1951                                                    | 1951                                                    |                                                         | 902                                                     | 902                                                     |
| 1961                                                    | 1961                                                    |                                                         | 814                                                     | 814                                                     |
| 1971                                                    | 1971                                                    |                                                         | 748                                                     | 748                                                     |
| 1981                                                    | 1981                                                    |                                                         | 663                                                     | 663                                                     |
| 1991                                                    | 1991                                                    |                                                         | 653                                                     | 653                                                     |
| 2001                                                    | 2001                                                    |                                                         | 729                                                     | 729                                                     |
| 2011                                                    | 2011                                                    |                                                         | 713                                                     | 713                                                     |
| 2021                                                    | 2021                                                    |                                                         | 728                                                     | 728                                                     |
| 2025                                                    | 2025                                                    |                                                         | 857                                                     | 857                                                     |
| Quelle(n): Statistik Austria, Gebietsstand 1.1.2021     |                                                         |                                                         |                                                         |                                                         |

## Kultur und Sehenswürdigkeiten

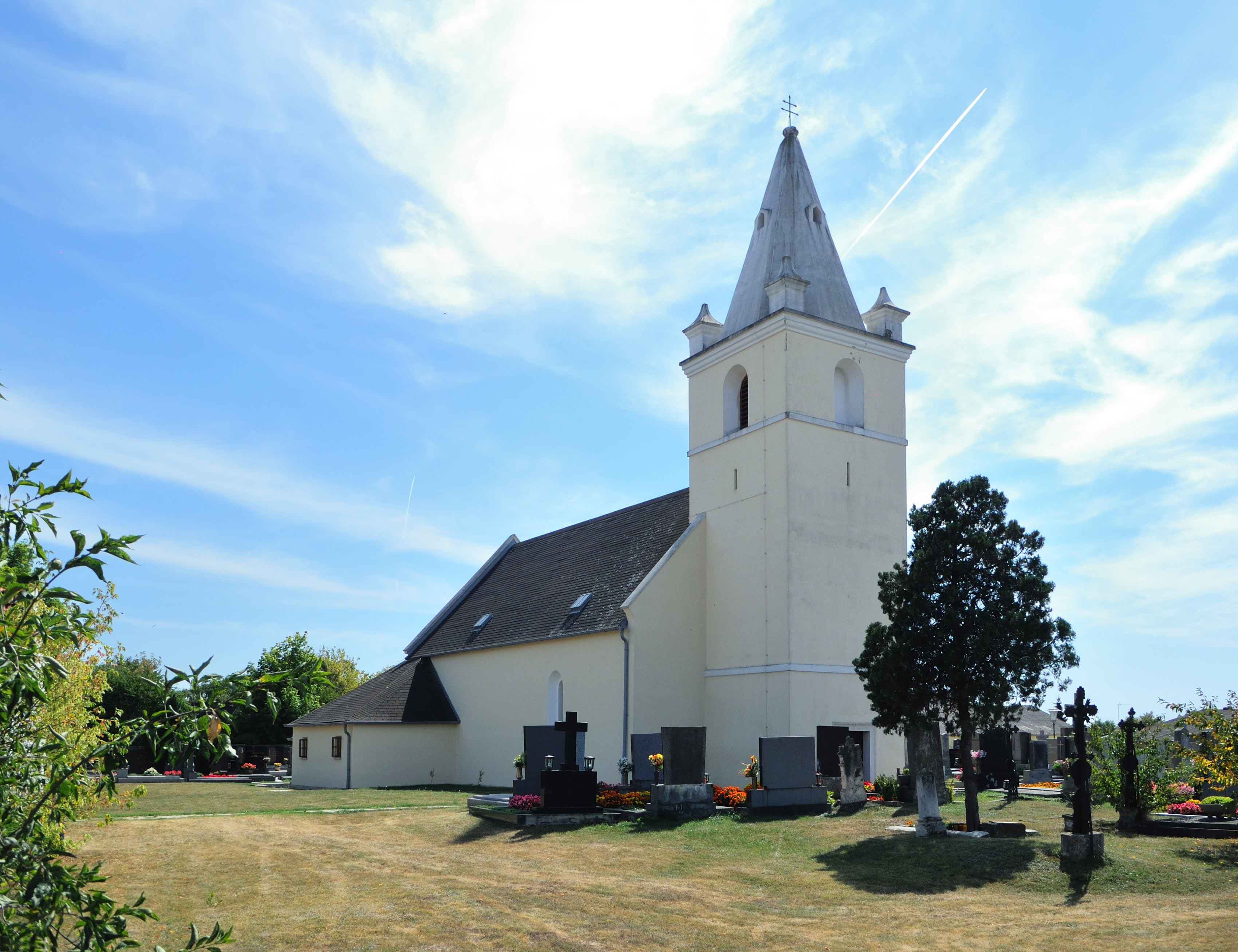
Pfarrkirche Neudorf bei Parndorf

- Katholische Pfarrkirche Neudorf bei Parndorf hl. Leonhard
- Heimatmuseum im Gemeindeamt

## Politik

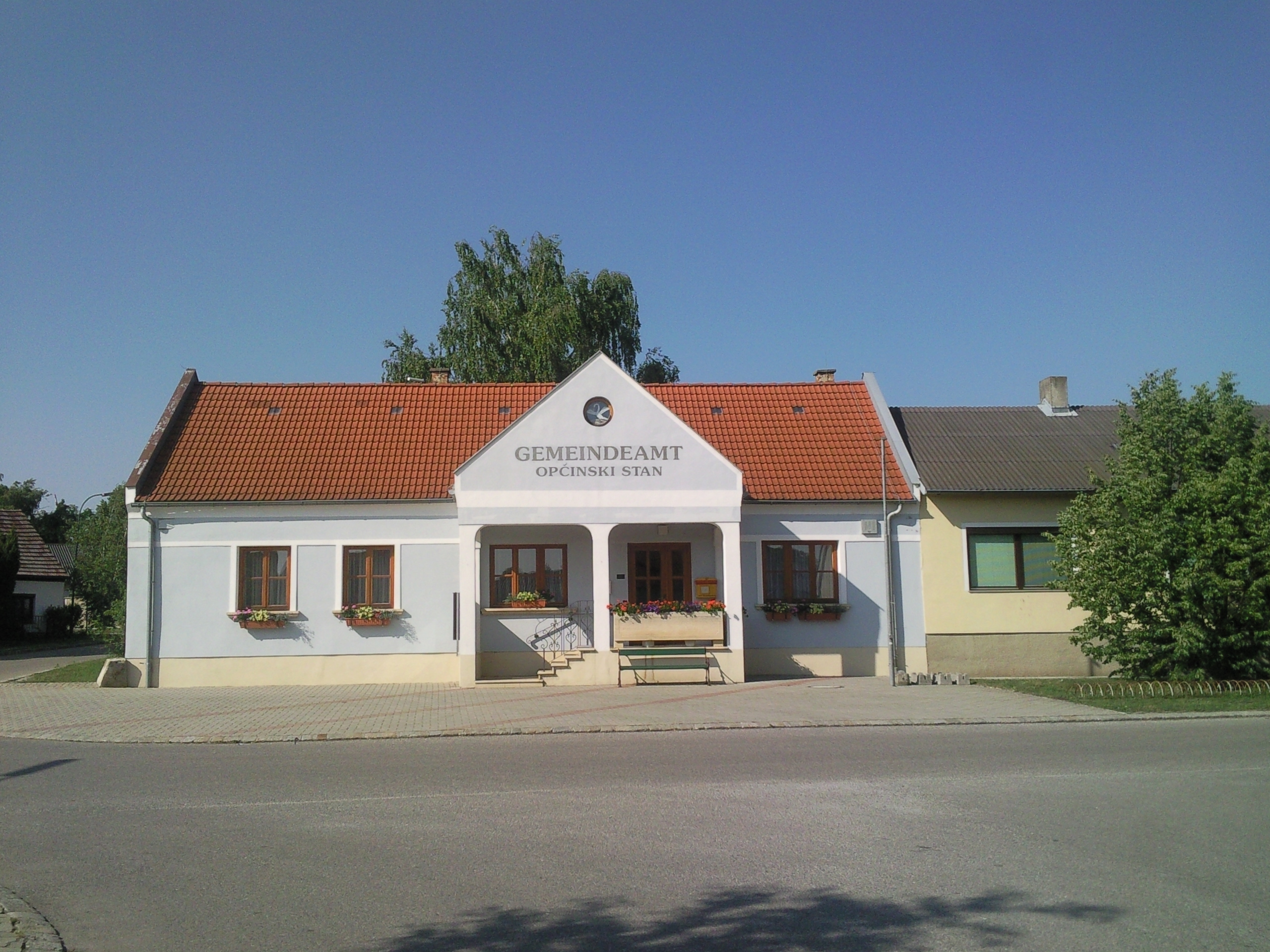
Gemeindeamt Neudorf bei Parndorf (2009)

### Gemeinderat
Der Gemeinderat umfasst aufgrund der Einwohnerzahl insgesamt 13 Mitglieder.
| Partei          | 2022             | 2022             | 2022             | 2017    | 2017    | 2017    | 2012             | 2012             | 2012             | 2007             | 2007             | 2007             | 2002    | 2002    | 2002    | 1997             | 1997             | 1997             |
| Partei          | Sti.             | %                | M.               | Sti.    | %       | M.      | Sti.             | %                | M.               | Sti.             | %                | M.               | Sti.    | %       | M.      | Sti.             | %                | M.               |
| --------------- | ---------------- | ---------------- | ---------------- | ------- | ------- | ------- | ---------------- | ---------------- | ---------------- | ---------------- | ---------------- | ---------------- | ------- | ------- | ------- | ---------------- | ---------------- | ---------------- |
| SPÖ             | 389              | 68,01            | 9                | 378     | 64,84   | 9       | 260              | 45,61            | 6                | 229              | 41,49            | 5                | 161     | 29,49   | 4       | 227              | 48,30            | 6                |
| ÖVP             | 183              | 31,99            | 4                | 180     | 30,87   | 4       | 310              | 54,39            | 7                | 323              | 58,51            | 8                | 349     | 63,92   | 9       | 243              | 51,70            | 7                |
| FPÖ             | nicht kandidiert | nicht kandidiert | nicht kandidiert | 25      | 4,29    | 0       | nicht kandidiert | nicht kandidiert | nicht kandidiert | nicht kandidiert | nicht kandidiert | nicht kandidiert | 36      | 6,59    | 0       | nicht kandidiert | nicht kandidiert | nicht kandidiert |
| Wahlberechtigte | 733              | 733              | 733              | 711     | 711     | 711     | 697              | 697              | 697              | 669              | 669              | 669              | 643     | 643     | 643     | 566              | 566              | 566              |
| Wahlbeteiligung | 84,17 %          | 84,17 %          | 84,17 %          | 88,61 % | 88,61 % | 88,61 % | 87,37 %          | 87,37 %          | 87,37 %          | 87,44 %          | 87,44 %          | 87,44 %          | 89,58 % | 89,58 % | 89,58 % | 89,75 %          | 89,75 %          | 89,75 %          |

### Bürgermeister

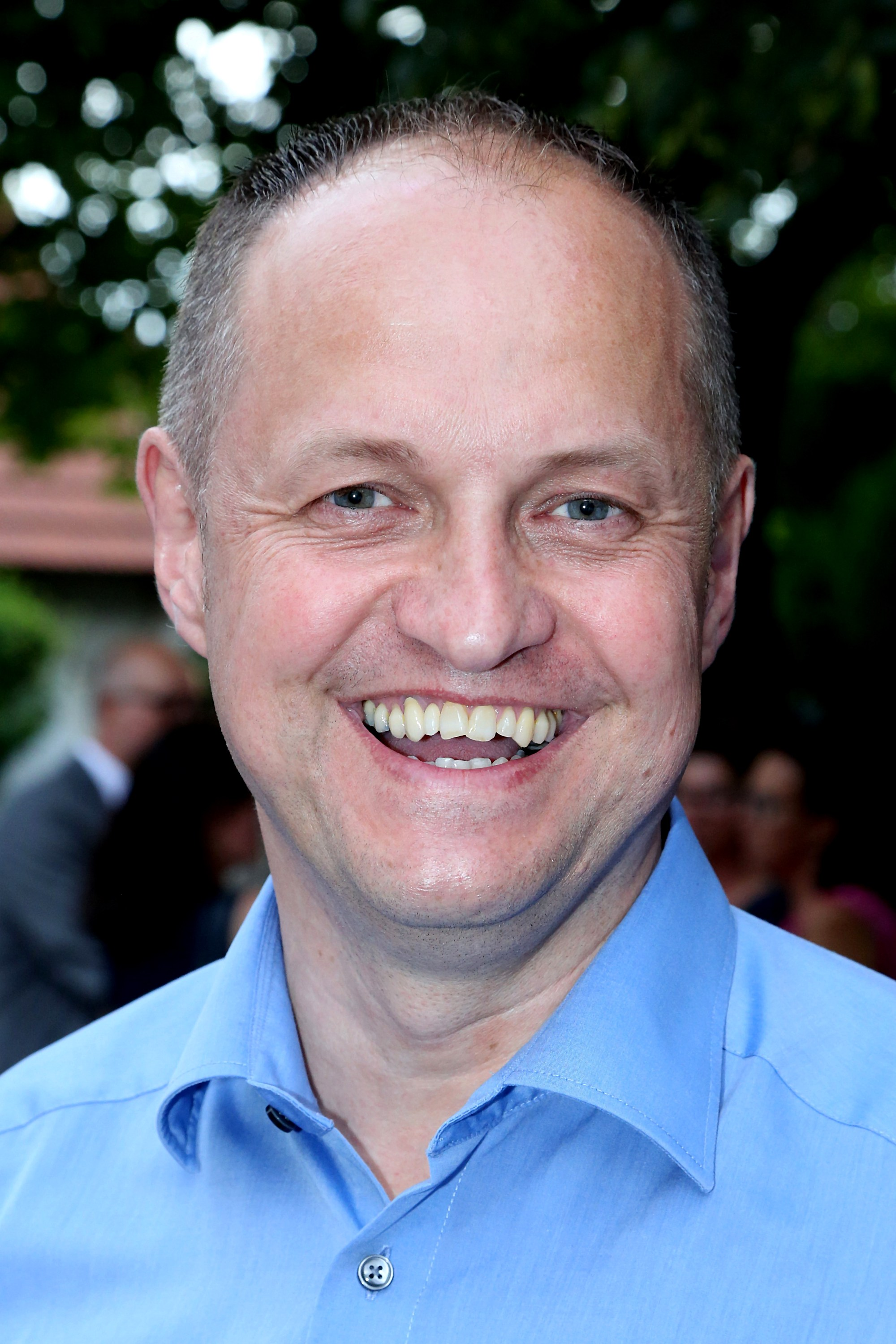
Bürgermeister Karel Lentsch

- 1990–2017 Stefan Mikula (ÖVP)
- seit 2017 Karel Lentsch (SPÖ)[9]

### Wappen
Ein Schriftstück mit dem Gemeindesiegel aus dem Jahr 1721 zeigt einen Pelikan, der seine Jungen im Nest füttert. Auf dieser Basis wurde das Gemeindewappen entworfen, das 1999 von der Burgenländischen Landesregierung verliehen wurde: In Blau, in einem grünen Nest, ein silberner Pelikan mit goldenem Schnabel und goldenen Beinen, seine drei silbernen Jungen atzend.

## Persönlichkeiten

### Ehrenbürger der Gemeinde
- Georg Kalinka
- Petar Huisza
- Branko Kornfeind, Dechant
- Stefan Mikula, Bürgermeister 1990–2017

### Personen mit Bezug zur Gemeinde
- Simon Knéfacz OSFr. (1752–1819), Ordenspriester und Autor religiöser Bücher in (burgenland-)kroatischer Sprache
- Mátyás Laáb (1746–1823), Übersetzer des Neuen Testamentes ins Burgenlandkroatische
- Ivan Kusztrich (1871–1951), Oberlehrer, Kantor und Volksliedsammler